# Fette Henne (Brunnen)

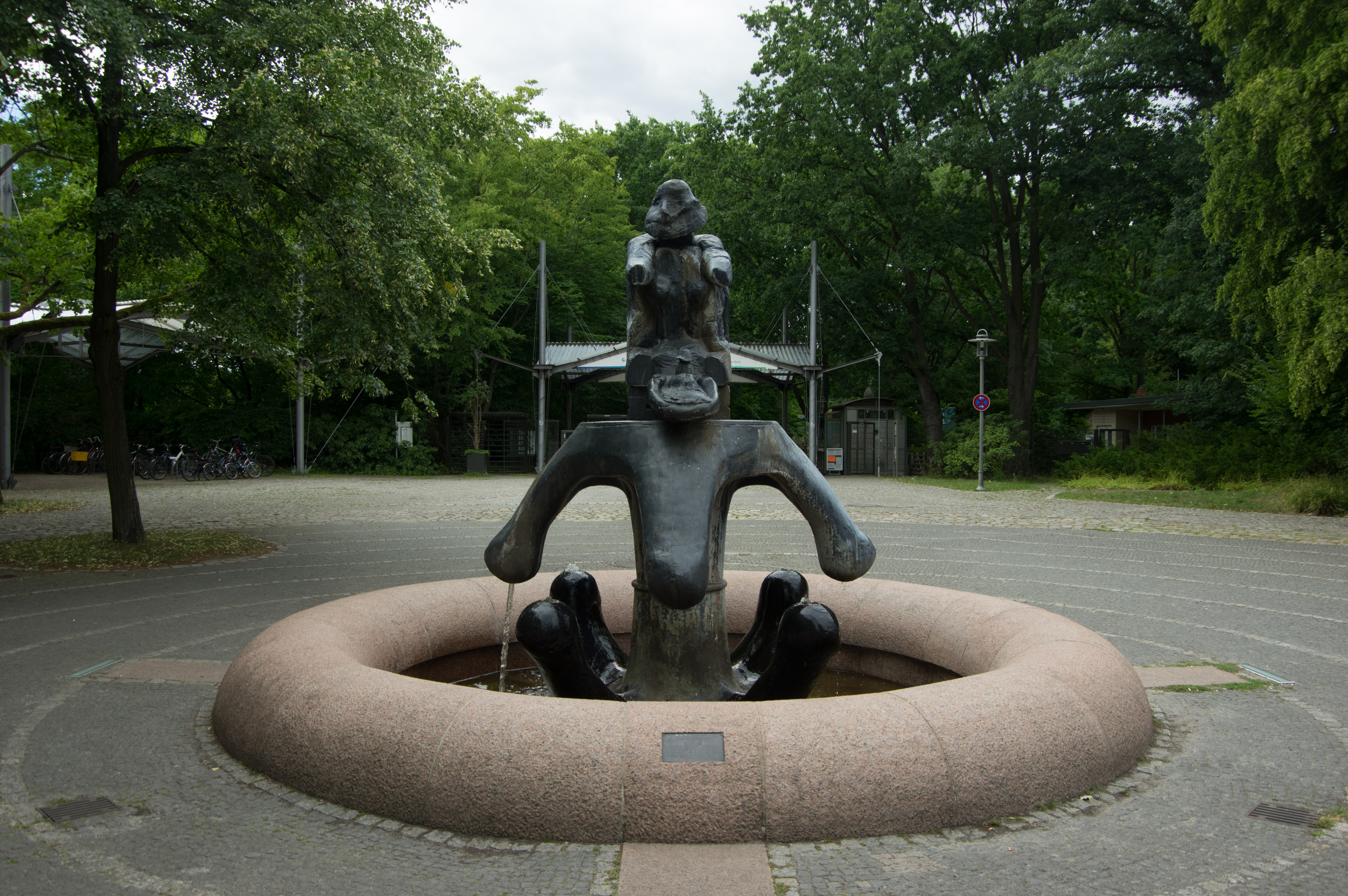
Brunnen Fette Henne

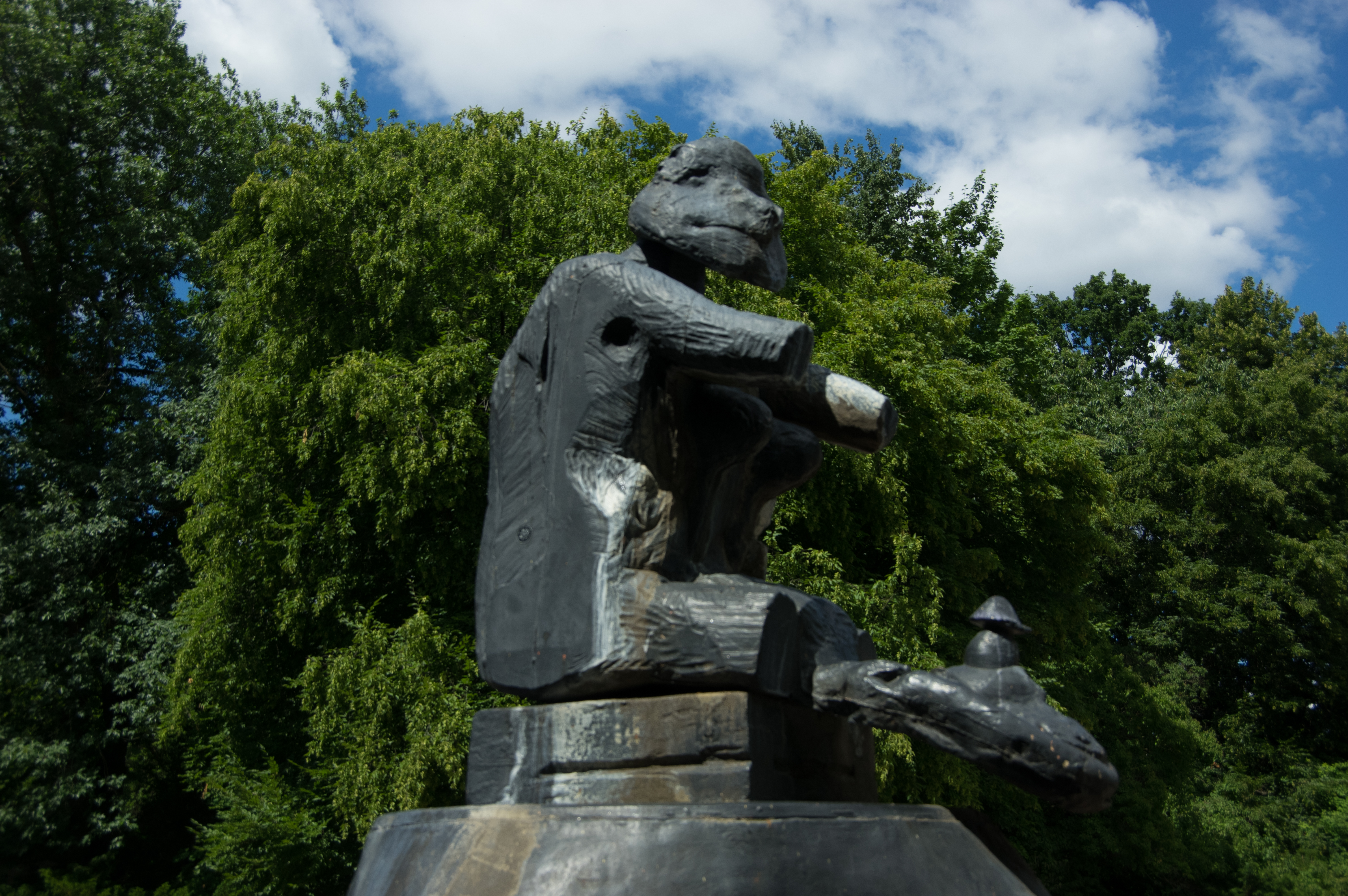
„Die schöne Gärtnerin“ obenauf

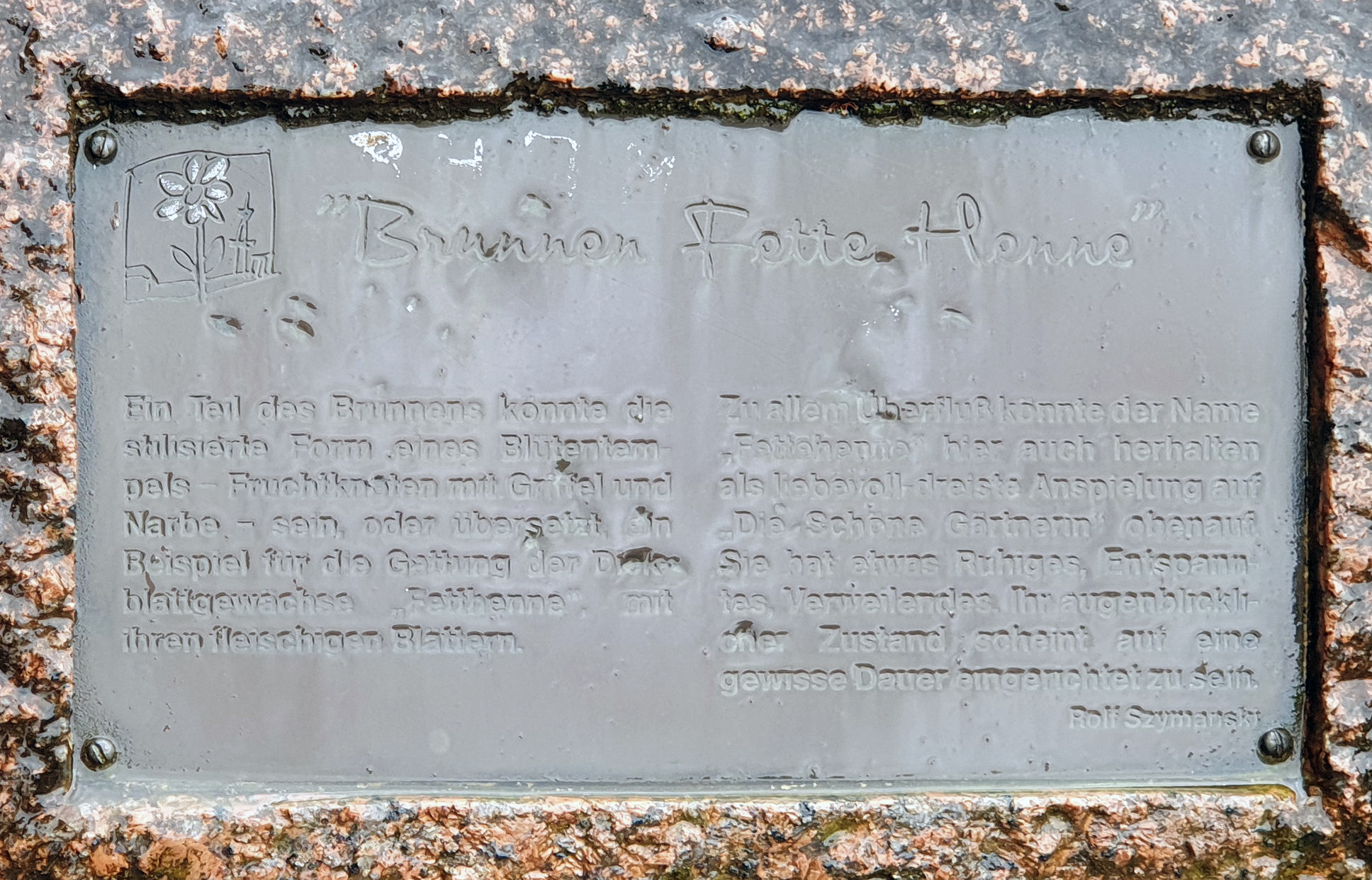
Gedenktafel am Brunnen

Die Fette Henne ist eine öffentliche Brunnen-Plastik im Ortsteil Britz des Berliner Bezirks Neukölln. Das Kunstwerk  aus dem Jahr 1984 steht am Buckower Damm vor dem Eingang zum Britzer Garten, der für die Bundesgartenschau 1985 angelegt worden war.
Eine Figur aus Eisenguss erhebt sich in einem runden Becken aus rötlichem Granit auf eine Höhe von 4,5 Metern. Zwei gleiche, aber verkehrt übereinander gestellte Gebilde mit jeweils vier freischwebenden Armen dienen als Sockel für einen Körper mit weiblichen torsohaften Formen. Aus dem kopfähnlichen Teil sprudelt Wasser. Weitere fallende und steigende Wasserstrahlen treten aus den verdickten Enden der Sockelarme.
Die Plastik ist ein Werk von Rolf Szymanski, der von 1974 bis 1996 Direktor der Abteilung Bildende Kunst an der Akademie der Künste war. Da sich die Symbolik der Figur nur schwer erschließt, hat der Künstler in den Granitsaum des Beckens ein graviertes Messingschild mit seinen Gedanken eingelassen. Danach erinnert die Figur an die Form des Blütenstempels mit Griffel und Narbe der Fetten Henne (Sedum), eines Dickblattgewächses. Szymanski lässt allerdings auch weiteren Sichtweisen wie beispielsweise der Deutung als Schöne Gärtnerin Raum.
Das Messingschild trägt neben dem Logo des Britzer Gartens die Überschrift „Brunnen Fette Henne“ und darunter den zweispaltigen Text: 
| „Ein Teil des Brunnens könnte die stilisierte Form eines Blütentem- pels – Fruchtknoten mit Griffel und Narbe – sein, oder übersetzt, ein Beispiel für die Gattung der Dick- blattgewächse „Fetthenne“, mit ihren fleischigen Blättern. | Zu allem Überfluß könnte der Name „Fetthenne“ hier auch herhalten als liebevoll-dreiste Anspielung auf „Die schöne Gärtnerin“ obenauf. Sie hat etwas Ruhiges, Entspann- tes, Verweilendes. Ihr augenblickli- cher Zustand scheint auf eine gewisse Dauer eingerichtet zu sein.“ |
| | Rolf Szymanski |